# رؤیای توپچی
رویای توپچی (به انگلیسی: The Gunner's Dream) ششمین آهنگ از آلبوم برش نهایی گروه موسیقی پراگرسیو راک پینک فلوید است که در سال ۱۹۸۳ منتشر شد.
این آهنگ تنها در تورهای شخصی راجر واترز به اجرا درآمد.

## همراهان در ساخت آهنگ
- راجر واترز - خواننده و گیتار بیس
- دیوید گیلمور - گیتار
- نیک میسن - درام

به‌همراه:
- مایکل کی‌من - ارکسترال،پیانو و ارگ
- رافائل ریون‌سکرافت - تنور ساکس
- ری کوپر - ساز کوبه‌ای